# Narbolia
Narbolia (en sard, Narbulia) és un municipi italià, dins de la província d'Oristany. L'any 2007 tenia 1.809 habitants. Es troba a la regió de Campidano di Oristano. Limita amb els municipis de Cuglieri, Riola Sardo, San Vero Milis i Seneghe.

## Administració
| Període | Identitat            | Partit        |
| ------- | -------------------- | ------------- |
| 2005-   | Pietro Fabrizio Fais | Llista cívica |